# 年鑑

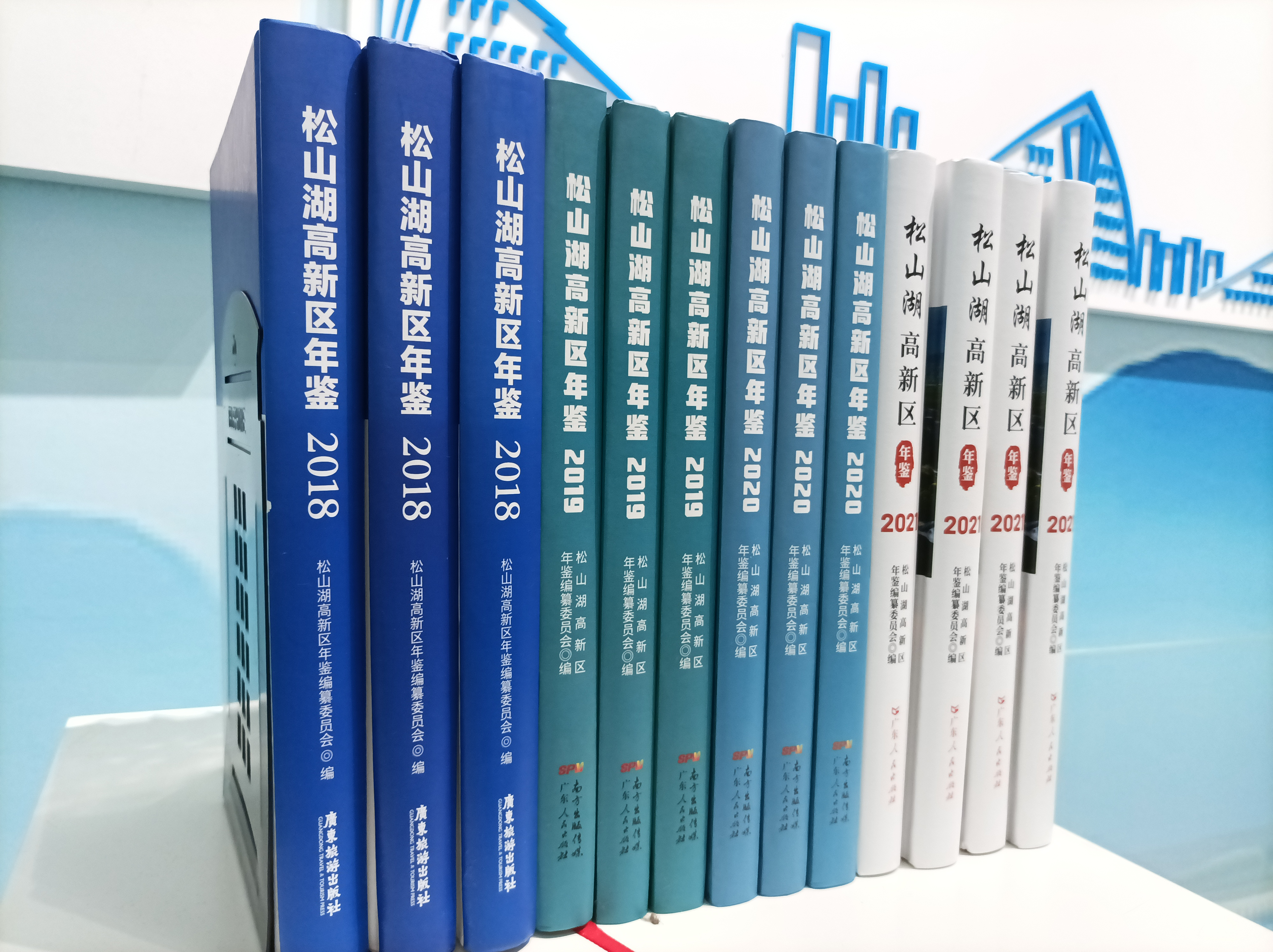
松山湖高新区年鉴

年鑑是汇集一年内或截至出版年为止的时事资料的工具书，一般逐年出版，類似期刊中的年刊（即按年出版的連續出版物），內容包括各方面或某一方面的敘述，以及統計、圖表等資料，可供了解過去發展的情形与未來規劃設計的參考。其信息密集而全面，輯錄了大量資料以记述某年內的重要时事和事物發展狀況，具有系統、詳盡、準確、權威的特點。
中文年鉴的类型既有专門性的图书出版年鉴、工业年鉴和经济年鉴等，也有综合性的地方年鉴等。地方年鉴主要記錄某地區一年内的社会经济发展状况及政治、文化等方面發生的重大事件。中国大陆自1980年代以来，几乎所有省份和重要城市都組織編寫了地方年鉴，如《北京年鉴》《上海年鉴》《武汉年鉴》等。地方年鉴由各个行业的行政管理部门撰写，並由地方志编辑办公室匯總整理。
在英文裏，年鑑有“almanac”“yearbook”和“annals”等不同用词，涵義各有侧重，但一般很难嚴格區分。

## 另请参阅
- 《澳門年鑑》

## 外部連結
- 《中国统计年鉴》電子版 （页面存档备份，存于）